# Liken. Hassen. Töten.
Liken. Hassen. Töten ist ein deutscher Dokumentarfilm aus dem Jahr 2022. Luca Zug und Alexander Spöri führten Regie und schrieben das Drehbuch. Den Film produzierte die Produktionsfirma Bilderfest für den Bayerischen Rundfunk und Arte. Spöri und Zug sind beide bekannt durch das Jugendkollektiv moviejam. Der Dokumentarfilm erzählt wie es zum Anschlag am Olympiaeinkaufszentrum in München 2016 kommen konnte, indem sich Jugendliche unentdeckt von Eltern, Lehrern, der Polizei und Sicherheitsbehörden auf Spiele- und Kommunikationsplattformen radikalisierten und in ein Netzwerk von Hass, Amok- und Terrorideologien abrutschten.

## Handlung
Ausgehend vom Anschlag in München suchen die Filmemacher Spöri und Zug Spuren, wer noch vom Anschlag wusste und den Täter David S. radikalisierte. Die Filmemacher erstellen einen Undercover-Account auf der Spieleplattform Steam angelehnt an David S., um Zugang in sämtliche Gruppen zu bekommen, in denen Hass- und Terrorgedanken verbreitet werden. Im Laufe des Films stoßen Zug und Spöri soweit in diese Onlinewelt hervor, dass sie Jugendliche in Berlin, Wien, Kalifornien, Schweden und Polen finden, die Verfechter von Anschlägen sind und mit dem Gedanken spielen selbst einen auszuüben. Im Film spricht unter anderem erstmals ein anonymisierter Jugendlicher, der 2016 in Kontakt mit David S. stand und selbst seine Schule in die Luft sprengen wollte. Die Journalisten untermalen die investigative Recherchestory mit inszenierten Bildern in einer dunklen Parallelwelt, die die Onlinewelt metaphorisch darstellen sollen. Im Film üben die zwei Filmemacher Kritik an den deutschen Sicherheitsbehörden, die die rechtsextreme Online- und Amokszene zu wenig im Blick haben. Dabei geraten sie selbst ins Visier von Geheimdiensten.

## Erstausstrahlungen
Der Film wurde am 25. Mai 2022 offiziell in der Arte-Mediathek nach dem Amoklauf in Texas veröffentlicht. Arte Deutschland strahlt den Film am 5. Juli 2022 erstmals aus. Arte Frankreich einen Tag später. Am 18. Juli 2022 zeigt die ARD den Film. Am 20. Juli 2022 läuft der Film im Bayerischen Rundfunk. Der Film wird anschließend auch auf Tagesschau24 gezeigt.